# Élisabeth Le Bas
Élisabeth Le Bas, född 1772, död 1859, var en fransk memoarskrivare, gift med politikern Philippe-François-Joseph Le Bas. Hon är känd för sina memoarer, som beskriver hennes liv under franska revolutionen.
Hon var dotter till Maurice Duplay och Françoise-Éléonore Vaugeois och syster till Éléonore Duplay. Hennes familj var värdfamilj till Maximilien Robespierre, som länge var bosatt hos dem sedan han flyttat till Paris. 
Hon gifte sig 1793 med Philippe-François-Joseph Le Bas, och blev mor till Philippe Le Bas. Hennes make arresterades efter Robespierres fall 1794 och begick självmord i fängelset. Hon blev själv gripen och tillbringade fem månader i fängelset med sin bebis innan hon frigavs. 
Hon gifte 1799 om sig med Charles Louis Joseph Le Bas, som var bror till hennes förre make, med vilken hon fick två barn. Efter sin andre makes död 1829 levde hon resten av sitt liv med sin son i Paris, där hon var känd som "änkan Le Bas". 
Hennes memoarer beskriver hennes liv mellan 1793 och 1794 och skildrar Maximilien Robespierres liv hos hennes familj, och hennes äktenskap och fängelsetid. 